# Souborový server
Souborový server (zkratka FS, anglicky File Server) je v informatice označení pro počítač (server), který je připojen k počítačové síti a jeho hlavním úkolem je poskytovat přístup k souborům, které jsou na něm uloženy (model klient–server). Výhodou souborového serveru je centralizovaná správa, úspora nákladů, snadnější zálohování, údržba, podpora sdílení dat a podobně.

## Průběh komunikace
1. Klient (uživatelský počítač) nejčastěji nejprve provede autentizaci pomocí uživatelského jména a hesla (lze využít i jiné mechanizmy, které uživatele identifikují a povolí mu k nabízeným službám přístup).
2. Klient si připojí ze serveru nabízenou adresářovou strukturu, která se pomocí vhodné mezivrstvy operačního systému uživateli (a jeho aplikacím) jeví jako lokální adresáře a soubory. S připojeným síťovým adresářem a soubory klient dále pracuje pomocí standardních funkcí jako s lokálně uloženými adresáři soubory, avšak zmíněná mezivrstva provádí transformaci na funkce, které slouží pro komunikaci se souborovým serverem.
3. Klient posílá přes síť serveru požadavky na manipulaci se soubory a adresáři ve formě funkcí nějakého aplikačního protokolu (NCP, SMB, NFS, FTP, …). Server na základě předchozí autentizace (viz výše) požadavky zpracuje (převede je na funkce používané pro klasický přístup k souborům a adresářům). Při jejich použití jsou obvykle respektována oprávnění v systému souborů, která jsou na dané soubory a adresáře aplikována (i když má přistupující uživatel povoleno se serverem komunikovat, neznamená to ještě, že může pracovat se všemi nabízenými soubory).
4. Výsledek operace je zaslán klientovi.